# Dennis Siver
Dennis Siver (* 13. Januar 1979 in Omsk, Russland) ist ein deutscher Mixed-Martial-Arts-Kämpfer, der zurzeit im Federgewicht der UFC antritt und der erste Deutsche war, der einen Vertrag bei der UFC erhalten hatte.

## Leben
Siver wurde als Russlanddeutscher im sibirischen Omsk geboren. Seine ersten Kämpfe fanden auf kleinen lokalen Veranstaltungen in Deutschland und England statt. Am häufigsten kämpfte er damals für Cage Warriors und konnte dort drei Siege in vier Kämpfen erzielen. Einen Sieg sogar gegen den hochfavorisierten Profikämpfer Jim Wallhead.
Nach diesem Erfolg zeigte die UFC Interesse an ihm und ließ ihn bei UFC 70 gegen Jess Liaudin kämpfen. Siver verlor nach 81 Sekunden im ersten Kampf durch Aufgabe. Sein nächster Auftritt folgte bei UFC 75 gegen Naoyuki Kotani, den er durch K. o. in der zweiten Runde besiegte, verlor danach jedoch bei UFC Fight Night 12 gegen den bis dahin unbesiegten Gray Maynard durch einstimmigen Punkteentscheid. Nachdem er bei UFC 86 gegen Melvin Guillard nach nur 36 Sekunden seine bis heute (Stand: Oktober 2010) einzige K. o.-Niederlage erlitten hatte, verließ Siver die UFC.
Siver trat dann bei Tempel: Mix Fight Gala VII gegen Chas Jacquier an und besiegte diesen durch Aufgabe in der ersten Runde. Danach, ein halbes Jahr nach dem Verlassen der UFC, kehrte er bei UFC 93 in diese zurück. Siver konnte Siege gegen Nate Mohr, Dale Hartt, Paul Kelly und Spencer Fisher verbuchen, verlor jedoch auch einen Kampf gegen Ross Pearson.
An der UFC 122 am 13. November 2010 in Oberhausen trat Siver gegen Andre Winner an und zwang ihn in der ersten Runde zur Aufgabe.
Am 27. Februar 2011 gewann Siver durch einstimmigen Entscheid der Jury bei UFC 127 gegen den Kontrahenten George Sotiropoulos.
Bei UFC 132 gewann Siver durch eine einstimmige Entscheidung gegen Matt Wiman.
Siver sollte bei UFC 137 gegen den Kanadier Sam Stout kämpfen, der sich aber aufgrund des Todes seines Trainers aus dem Kampf zurückzog. Stattdessen trat Siver gegen den Amerikaner Donald Cerrone an. Siver wurde früh von einem erschütternden Head Kick getroffen und kurze Zeit später mit einem Rear-Naked Choke zur Aufgabe gebracht.
Nach der Niederlage entschied sich Siver für einen Wechsel ins Federgewicht, da ihm die Größen- und Reichweitennachteile im Leichtgewicht immer mehr zu schaffen machten und er eine neue Motivation suchte. Am 14. April 2012 feierte Dennis Siver sein Debüt Federgewicht und besiegte Diego Nunes einstimmig nach Punkten.
Siver sollte bei UFC 151 gegen den Hawaiianer Eddie Yagin antreten. Da die Veranstaltung wegen eines kurzfristigen Ausfalls im Hauptkampf abgesagt wurde und sich Yagin vor einem geplanten Kampf bei UFC on Fox 5 verletzte, traf Siver am 8. Dezember 2012 bei besagter Veranstaltung auf Nam Phan. Siver dominierte seinen Gegner über die volle Distanz und sicherte sich einen einstimmigen Punktsieg.
Am 16. Februar 2013 sollte Siver bei UFC on Fuel TV 7 auf Cub Swanson treffen. Er zog sich während der Vorbereitung jedoch einen Innenmeniskusriss zu und musste den Kampf absagen. Der Kampf gegen Swanson wurde am 8. Juli bei UFC 162 in Las Vegas nachgeholt. Siver verlor die Begegnung durch TKO in der dritten Runde.
Bei UFC 168 traf Siver dann auf Manvel Gamburyan und sicherte sich einen einstimmigen Sieg nach Punkten. Später wurde bekannt, dass Siver nach seinem Kampf gegen Gamburyan positiv auf hCG getestet wurde. Sivers Sieg wurde anschließend annulliert und er wurde für neun Monate suspendiert.
Nach seiner Sperre kehrte Siver am 4. Oktober 2014 bei UFC Fight Night 53 in Stockholm ins Octagon zurück. Dort konnte er den kurzfristig eingesprungenen Charles Rosa nach Punkten schlagen.
Am 18. Januar 2015 traf Siver bei UFC Fight Night 59 in seinem ersten UFC-Hauptkampf auf Conor McGregor. Siver verlor den Kampf in der zweiten Runde durch technischen Knockout.
Nachdem Siver die UFC-Berlin-Veranstaltung im Jahr 2014 aufgrund seiner Dopingsperre verpasst hatte, kämpfte er bei UFC Fight Night 69 in Berlin zum ersten Mal nach fast fünf Jahren wieder in Deutschland. Im Co-Hauptkampf trat er gegen den Japaner Tatsuya Kawajiri an und verlor nach drei Runden einstimmig nach Punkten.

## MMA-Statistik
| Ergebnis   | Profi-Rekord | Gegner                               | Datum              | Veranstaltung                              | Methode                                                               | Runde | Zeit |
| ---------- | ------------ | ------------------------------------ | ------------------ | ------------------------------------------ | --------------------------------------------------------------------- | ----- | ---- |
| Sieg       | 1-0          | Kordian Szukala                      | 28. Februar 2004   | OC 2 – Outsider Cup 2                      | Aufgabe (Schläge)                                                     | 1     | 0:17 |
| Sieg       | 2-0          | Mohamed Omar                         | 7. August 2004     | KK – Kombat Komplett                       | Punktentscheidung (einstimmig)                                        | 3     | 5:00 |
| Sieg       | 3-0          | Kenneth Rosfort-Nees                 | 26. September 2004 | EVT 4 – Gladiators                         | TKO (Cut)                                                             | 1     | 5:00 |
| Sieg       | 4-0          | Dylan van Kooten                     | 6. März 2005       | BFS – Mix Fight Gala 4                     | Aufgabe (Choke)                                                       | 1     |      |
| Sieg       | 5-0          | Maciej Luczak                        | 26. März 2005      | OC – Masters Fight Night 2                 | Aufgabe (Schläge)                                                     | 2     |      |
| Niederlage | 5-1          | Fabricio Nascimento                  | 10. August 2005    | EVT 5 – Phoenix                            | Aufgabe (Kimura)                                                      | 1     | 0:47 |
| Sieg       | 6-1          | Jonas Ericsson                       | 5. März 2006       | CWFC – Enter the Wolfslair                 | TKO (Schläge)                                                         | 1     | 0:35 |
| Sieg       | 7-1          | Adrian Degorski                      | 5. März 2006       | CWFC – Enter the Wolfslair                 | Aufgabe (Armbar)                                                      | 2     | 1:59 |
| Niederlage | 7-2          | „The Ice Viking“ Arni Isaksson       | 5. März 2006       | CWFC – Enter the Wolfslair                 | Aufgabe (Armbar)                                                      | 2     | 4:23 |
| Niederlage | 7-3          | Daniel „Drake“ Weichel               | 5. Mai 2006        | Tempel – Mix Fight Gala III                | Aufgabe (Rear-Naked Choke)                                            | 1     |      |
| Sieg       | 8-3          | Paul „Hands of Stone“ Jenkins        | 20. Mai 2006       | WFC – Europe vs. Brazil                    | Aufgabe (Heel Hook)                                                   | 2     | 3:42 |
| Sieg       | 9-3          | Said Khalilov                        | 30. September 2006 | WFC 2 – Evolution                          | Punktentscheidung (geteilt)                                           | 3     | 5:00 |
| Sieg       | 10-3         | Jim „Judo“ Wallhead                  | 9. Dezember 2006   | CWFC – Enter The Rough House               | Aufgabe (Armbar)                                                      | 2     | 3:31 |
| Niederlage | 10-4         | Jess „Joker“ Liadin                  | 21. April 2007     | UFC 70 - Nations Collide                   | Aufgabe (Armbar)                                                      | 1     |      |
| Sieg       | 11-4         | Naoyuki Kotani                       | 8. September 2008  | UFC 75 - Champion vs. Champion             | KO (Schläge)                                                          | 2     | 2:04 |
| Niederlage | 11-5         | „The Bully“ Gray Maynard             | 21. April 2007     | UFC Fight Night 12 - Swick vs. Burkman     | Punktentscheidung (einstimmig)                                        | 3     | 5:00 |
| Niederlage | 11-6         | „The Young Assassin“ Melvin Guillard | 5. Juli 2008       | UFC 86 - Jackson vs. Griffin               | TKO (Schläge)                                                         | 1     | 0:36 |
| Sieg       | 12-6         | Chas „Morbid Angel“ Jacquier         | 25. Oktober 2008   | Tempel – Mix Fight Gala VII                | Aufgabe (Guillotine Choke)                                            | 1     | 4:21 |
| Sieg       | 13-6         | Nate Mohr                            | 25. Oktober 2008   | UFC 93 - Franklin vs. Henderson            | TKO (Spinning Back Kick & Schläge)                                    | 3     | 3:27 |
| Sieg       | 14-6         | Dale Hartt                           | 13. Juni 2009      | UFC 99 - The Comeback                      | Aufgabe (Rear-Naked Choke)                                            | 1     | 3:23 |
| Sieg       | 15-6         | Paul „Tellys“ Kelly                  | 14. November 2009  | UFC 105 - Coutoure vs. Vera                | TKO (Spinning Back Kick & Schläge)                                    | 2     | 2:53 |
| Niederlage | 15-7         | „The Real Deal“ Ross Pearson         | 21. April 2007     | UFC Fight Night 21 - Florian vs. Gomi      | Punktentscheidung (einstimmig)                                        | 3     | 5:00 |
| Sieg       | 16-7         | „The King“ Spencer Fisher            | 19. Juni 2010      | UFC - The Ultimate Fighter 11 Finale       | Punktentscheidung (einstimmig)                                        | 3     | 5:00 |
| Sieg       | 17-7         | Andre Winner                         | 13. November 2010  | UFC 122 - Marquandt vs. Okami              | Aufgabe (Rear-Naked Choke)                                            | 1     | 3:37 |
| Sieg       | 18-7         | George Sotiropoulos                  | 27. Februar 2011   | UFC 127 - Penn vs. Fitch                   | Punktentscheidung (einstimmig)                                        | 3     | 5:00 |
| Sieg       | 19-7         | Matt „Handsome“ Wiman                | 2. Juli 2011       | UFC 132 - Cruz vs. Faber 2                 | Punktentscheidung (einstimmig)                                        | 3     | 5:00 |
| Niederlage | 19-8         | Donald „Cowboy“ Cerrone              | 29. Oktober 2011   | UFC 137 - Penn vs. Diaz                    | Aufgabe (Rear-Naked Choke)                                            | 1     | 2:22 |
| Sieg       | 20-8         | „The Gun“ Diego Nunes                | 14. April 2012     | UFC on Fuel TV 2 - Gustafsson vs. Silva    | Punktentscheidung (einstimmig)                                        | 3     | 5:00 |
| Sieg       | 21-8         | Nam Phan                             | 8. Dezember 2012   | UFC on Fox 5 - Henderson vs. Diaz          | Punktentscheidung (einstimmig)                                        | 3     | 5:00 |
| Niederlage | 21-9         | Cub Swanson                          | 6. Juli 2013       | UFC 162 - Silva vs. Weidman                | TKO (Schläge)                                                         | 3     | 2:24 |
| No Contest | 21-9-1       | „The Anvil“ Manny Gamburyan          | 28. Dezember 2013  | UFC 168 - Weidman vs. Silva 2              | Änderung der Entscheidung durch die Kommission zu einem No Contest. 1 | 3     | 5:00 |
| Sieg       | 22-9-1       | Charles „Boston Strong“ Rosa         | 4. Oktober 2014    | UFC Fight Night 53 - Nelson vs. Story      | Punktentscheidung (einstimmig)                                        | 3     | 5:00 |
| Niederlage | 22-10-1      | „The Notorious“ Conor McGregor       | 8. Januar 2015     | UFC Fight Night 59 - McGregor vs. Siver    | TKO (Schläge)                                                         | 2     | 1:54 |
| Niederlage | 22-11-1      | Tatsuya „Crusher“ Kawajiri           | 20. Juni 2015      | UFC Fight Night 69 - Jedrzejczyk vs. Penne | Punktentscheidung (einstimmig)                                        | 3     | 5:00 |
| Sieg       | 23-11-1      | „The Prodigy“ B.J. Penn              | 25. Juni 2017      | UFC Fight Night 112 - Chiesa vs. Lee       | Punktentscheidung (Mehrheitsentscheid)                                | 3     | 5:00 |

1) Siver gewann den Fight ursprünglich, wurde aber danach positiv auf verbotene Substanzen getestet. Deswegen änderte die Kommission den Sieg in ein No Contest.